# Académie royale militaire de Woolwich
Pour les articles homonymes, voir Royal Military Academy.
L'Académie royale militaire de Woolwich (Royal Military Academy, Woolwich), fondée en 1741, formait les officiers du Génie, de l'Artillerie et des Transmissions.

## Historique
William Sawrey Gilpin y accepte un poste de maître de dessin en 1806. Il enseigne aux cadets à faire des relevés précis du paysage pour décrypter les mensonges sur les positions ennemies. Cet emploi prend fin soudainement en 1820, lors d'une diminution du personnel à la fin des Guerres napoléoniennes.
Le physicien Michael Faraday y a enseigné de 1829 à 1852, ainsi que le chimiste William Cruickshank, Samuel Hunter Christie (de 1838 à 1854), et le célèbre mathématicien J. J. Sylvester (de 1855 à 1869). L'écrivain communard en exil Hector France, qui avait été militaire, y enseigna de 1880 à 1895.
L’école a fusionné en 1947 avec l'Académie royale militaire de Sandhurst (Royal Military College, Sandhurst), fondée en 1801, qui formait les officiers des autres armes (Cavalerie, Infanterie, Intendance) ainsi que ceux affectés à l’Armée indienne (à partir de 1861) pour constituer l'Académie militaire royale de Sandhurst, implantée près de Londres, dans le Surrey.
De 1939 à 1947 les deux académies furent fermées et les officiers  suivirent une formation courte au sein de pelotons d’élèves-officiers, les Officer Cadet  Training Units (OCTU).

## Anciens élèves
L'avocat et rugbyman Alfred Hamersley (1848-1929), élève au début des années 1870, a été avocat en Angleterre, en Nouvelle-Zélande et au Canada, où il a aussi introduit le rugby en créant clubs et fédérations.
L'ingénieur des chemins de fer Charles Vignoles y a étudié. Le mathématicien P. A. MacMahon (1854-1929) fut promu de Woolwich en 1873, nommé sous-lieutenant d'artillerie et affecté d'emblée à l’armée des Indes.
L'aviateur écossais Bertram Dickson (1873-1913) y a étudié. Le célèbre John Bagot Glubb (1897-1986) dit « Glubb Pacha » est sorti de Woolwich en 1915, nommé sous-lieutenant du Génie (Royal Engineers).
L'ingénieur et écrivain Nevil Shute (1899-1960), parce qu'il voulait intégrer le Royal Flying Corps.
Le général Orde Charles Wingate (1903-1944) est sorti de Woolwich en 1923 avec le grade de sous-lieutenant d'artillerie de forteresse (Royal Garrison Artillery)
Le prince impérial, fils de Napoléon III, y fait ses études avec son compagnon et ami intime Louis Conneau durant son exil au Royaume-Uni, avant d'être envoyé combattre en Afrique du Sud, où il est tué par des zoulous au cours d'une mission de reconnaissance.